# Gehnäll Persson
Gehnäll Persson (ur. 21 sierpnia 1910 w Steneby, zm. 16 lipca 1976 w Köping) – szwedzki jeździec sportowy. Dwukrotny medalista olimpijski.
Największe sukcesy odnosił w dresażu. Brał udział w trzech igrzyskach (IO 48, IO 52, IO 56), na dwóch zdobywał medale. W 1952 i 1956 triumfował w drużynie, podczas obu startów partnerowali mu Henri Saint Cyr i Gustaf Adolf Boltenstern. W 1956, kiedy konkurencje jeździeckie były rozgrywane w Sztokholmie (główne zawody odbywały się w Melbourne, ale jeźdźcy – ze względu na problemy z kwarantanną zwierząt – rywalizowali w Szwecji), zajął czwarte miejsce w konkursie indywidualnym. Na obu igrzyskach startował na koniu Knaust.